# جيم مارتن (جندي)
جيم مارتن (بالإنجليزية: James Martin)‏ هو جندي أسترالي، ولد في 3 يناير 1901 في Hawthorn, Victoria ‏ في أستراليا، وتوفي في 25 أكتوبر 1915 في ANZAC Cove ‏ في تركيا.